# Yuanjiang (Yuxi)

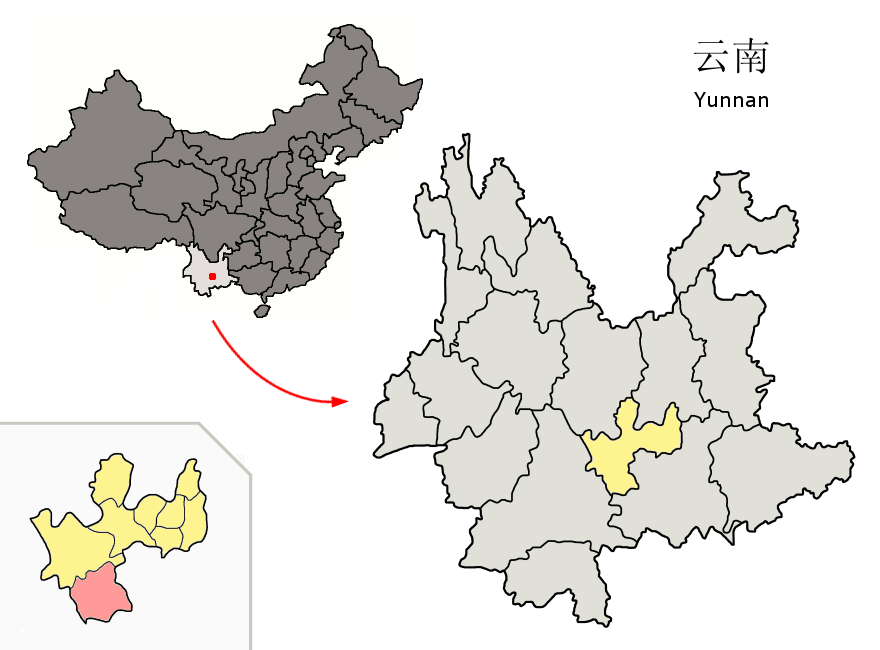
Lage des Autonomen Kreises Yuanjiang der Hani, Yi und Dai (rosa) in der bezirksfreien Stadt Yuxi (gelb)

Der Autonome Kreis Yuanjiang der Hani, Yi und Dai (元江哈尼族彝族傣族自治县,  Yuánjiāng Hānízú Yízú Dǎizú Zìzhìxiàn) ist ein autonomer Kreis der Hani, Yi und Dai, der zum Verwaltungsgebiet der bezirksfreien Stadt Yuxi im Zentrum der chinesischen Provinz Yunnan gehört. Er hat eine Fläche von 2.716 Quadratkilometern und zählt 195.647 Einwohner (Stand: Zensus 2020). Sein Hauptort ist die Großgemeinde Lijiang (澧江镇).

## Administrative Gliederung
Auf Gemeindeebene setzt sich der autonome Kreis aus vier Großgemeinden und sechs Gemeinden zusammen. Diese sind:
- Großgemeinde Lijiang (澧江镇)
- Großgemeinde Yinyuan (因远镇)
- Großgemeinde Qinglongchang (青龙厂镇)
- Großgemeinde Dong’e (东峨镇)

- Gemeinde Yangchajie (羊岔街乡)
- Gemeinde Yangjie (羊街乡)
- Gemeinde Nanuo (那诺乡)
- Gemeinde Wadie (洼垤乡)
- Gemeinde Mili (咪哩乡)
- Gemeinde Longtan (龙潭乡)